# Lluís Brugarolas i Ventulà
Lluís Brugarolas i Ventulà (Vic, 1881-Torelló 1938) fou un mossèn, compositor, director coral i organista de Torelló. Fill de Carles Brugarolas i Dolors Ventulà, fou autor de diverses obres sacres. Existeixen algunes obres religioses editades per Boileau, Barcelona.
Lluís Brugarolas va compondre uns Goigs en honor de la Mare de Déu de Rocaprevera, venerada a Torelló, establint així una estreta vinculació amb el santuari de Rocaprevera. Aquesta connexió suggereix que, probablement, exercia com a beneficiat d’aquest santuari.
Durant la Guerra Civil espanyola, període marcat per una persecució indiscriminada dels sacerdots i altres figures religioses, l’any 1937 va ser empresonat a la presó Model de Barcelona. Tot i ser alliberat relativament aviat, la seva vida va quedar tràgicament interrompuda amb la seva mort l’any següent.
Es conserven obres seves als fons musicals de la catedral de Girona (GirC), fons de l’església parroquial de Sant Esteve d’Olot (OloSE) , fons de la catedral-basílica del Sant Esperit de Terrassa (TerC), fons de l’església parroquial de Santa Maria de la Bisbal (GirBis) i fons de l’església parroquial de Santa Eulàlia de Berga (BerSE).